# Robotizovana laparoskopska radikalna prostatektomija
Robotizovana laparoskopska radikalna prostatektomija je minimalno invazivna metoda u urološkoj hirurgiji koja podrazumijeva, kao i kod otvorene operacije; uklanjanje cele prostate sa tumorom, semenih kesica i rekonstrukciju uretre direktno na vrat mokraćne bešike. Ova intervencija spada u najnovije urološke laparoskopske operacije, nosi i naziv Da Vinčijeva prostatektomija, po italijanskom umetničkom geniju, pioniru mnogih savremenih instrumenata i uređaja.

## Istorija
Istorija laparoskopije stara je više od sto godina, a njen razvoj izgledao je ovako:
- Pre sto godina Kelling je opisao tehniku celioskopije.1 Kroz pamučni filter insuflirao je vazduh u trbušnu πupljinu psa i zatim cistoskopom pregledao njenu šupljinu.
- Ideju  u kliniËku praksu uveo je švedski hirurg Jacobeus 1910. godine.[3] On je opisao prve dve torakolaparoskopije, u kojima je kroz troakar insuflirao vazduh u trbuh i zatim cistoskopom pregledao organe u trbušnoj šupljini. DEve godine kasnije (1912) opiso je 42 ispitivanja trbušne šupljine primenom ove metode.[4]
- Ključni člinilac za razvoj modrne laparoskopije nastao je 1924. godine kada je uvođen ugljen dioksid za stvaranje pneumoperitoneuma3 Janos Veress je potom razvio posebnu iglu za sigurnu insuflaciju gasa u trbuh 1938. godine.
- Bilo je i mnogo drugih autora koji su svojim idejama i kreativnošću pomogli u razvoju laparoskopije. Međutim, na tom razvojnom putu značajno mesto ima ginekolog i inženjer Kurt Semma iz Kiela, koji je osamdesetih godina 20. veka napravio revoluciju u laparoskopiji razvojem automatskog insuflatora, termokoagulacije, maceratore za drobljenje većih komada tkiva i mnogih drugih laparoskopskih instrumenta.
- Nakon prve laparoskopske holecistektomije, 1987. godine, koju je obavio Philipe Mouret,[5] laparoskopsku metodu je 1990. godine na velika vrata u hirurgiju uveo Debouis (koji se smatra i prvim učiteljem u laparoskopskoj hirurgiji).[6]
- Primenu laproskopije u urologiji uveo je Cortesi 1976. godine za otkrivanje intraabdominalnog testisa.[7]
- Sa primenom robotizovanr laparoskopskr radikalnr prostatektomije započeto je 2000. godineWickham je 1979. godine laparoskopski retroperitonealno odstranio kamenac iz uretera.[8]
- Početak moderne ere u urološkoj laparoskopiji vezano je za 1991. godinu; nakon objavljenih rezultata Schuessler-a i saradnika u primeni laparoskopske limfadenektomije za određivanje karcinoma prostate;[9] prve laparoskopske nefrektomije obavljene iste godine,[10] i prve serije laparoskopskih operacija varikokele kod 30 bolesnika koju su publikovali Donovan i Winfield.[11]
- Sa primenom robotizovanr laparoskopskr radikalnr prostatektomije započeto je 2000. godine kada je Binderje u Frankfurtu obavio prvu robotsku asistiranu laparoskopsku radijalnu prostatektomiju.[12]
- Iste godine su Menon sa saradnicima i uz saradnju sa Vallancienom na Vatikuti institutu u Detroitu razvili tehniku robotizovane radikalne prostatektomije.[13] U poćetku je to bila „stravična” operativna tehnika, ali su je kasnije Menon i njegovi saradnici modifikovali u mnogim fazama rada i približili standardnoj retropubičnoj prostatektomiji.[14][15]

## Tehnika
Kod over metode pristup je transabdominalan i nakon eventualne limfadenektomije vrši se incizija peritoneum i ulazi u Retziusov prostor. Potom je postupak praktićno identičan onom kod ekstraperitonealnog pristupa. 
Robotizovani hirurški sistem se sastoji od dve kamere i razvijen je u laboratorijama NASE. Izuzetno je precizan. Njime upravlja hirurg pomoću kompjuterske konzole koja daje trodimenzionalnu sliku.
Prednosti
Karcinom prostate je po svojoj prirodi multifokalan, tako da bi se bolesnika uspešno izlečio, cela prostata se mora odstraniti. Imajući ovo u vidu dobra strana ove metode (koja sa obavlkja sa velikom preciznošću u odstranjuje tumorskog tkiva), što daje veće šanse pacijentu da se izleči i/ili preživi. 
Operacija je manje bolna, jer se izvodi kroz nekoliko minijaturnih rezova. Pacijent napušta bolnicu dvadeset četiri sata posle intervencije.
Mane
Veliki problem kod ove metode je što je vreme učenja duga jer se radi o vrlo zahtevnoj laparoskopskoj operaciji, uz upotrebu specijalizovane opreme, pa se može izvoditi samo u pojedinim centrima gde postoji adekvatna oprema i odlično uvežbani timovi.
Visoke cene kompjuterskog sistema što ograničava visoku rasprostranjenost ove metode usvetu.

## Spoljašnje veze
- Radikalna nefrektomija (језик: енглески)
- „Časopis Akademije medicinskih znanosti Hrvatske, Acta Mediа Croatica • Vol. 65 Br. 4 • pp. 297-388 Zagreb, rujan 2011.” (PDF). Архивирано из оригинала (PDF) 04. 03. 2016. г. (језик: хрватски)

|  | Molimo Vas, obratite pažnju na važno upozorenje u vezi sa temama iz oblasti medicine (zdravlja). |